# Scalmatica
Scalmatica is een geslacht van vlinders van de familie echte motten (Tineidae).

## Soorten
- S. ascendens Gozmány, 1966
- S. gnathosella Mey, 2011
- S. insularis Gozmány, 1969
- S. malacista (Meyrick, 1924)
- S. myelodes (Meyrick, 1921)
- S. phaulocentra (Meyrick, 1921)
- S. rigens (Meyrick, 1916)
- S. rimosa Meyrick, 1911
- S. saccusella Mey, 2011
- S. separata Gozmány, 1965
- S. zernyi Gozmány, 1967